# Euphrasia hirtella
Espèce
Euphrasia hirtella, l’Euphraise hérissée est une espèce de plantes à fleurs herbacées zygomorphes, de la famille des Scrofulariacées selon la classification classique ou de la famille des Orobanchacées selon la classification phylogénétique APG II.

## Liste des variétés
Selon Tropicos (29 février 2020) (Attention liste brute contenant possiblement des synonymes) :
- Euphrasia hirtella var. karoiana W. Becker
- Euphrasia hirtella var. paupera T. Yamaz.
- Euphrasia hirtella var. ramosa Freyn